# Hamuro Tetsuo
Hamuro Tetsuo (jap. 葉室 鐵夫; * 7. September 1917 in Fukuoka, Präfektur Fukuoka; † 30. Oktober 2005 in Takaishi, Präfektur Osaka) war ein japanischer Schwimmer.

## Biografie
Er wurde bei den Olympischen Spielen 1936 in Berlin Olympiasieger über 200 m Brust und war damit der zweite Japaner nach Yoshiyuki Tsuruta, dem dies gelang. Bei seinem Olympiasieg verwendete er den traditionellen Brustschwimmstil, während andere Finalisten im heutigen Schmetterlingstil schwammen. Zwischen 1935 und 1940 gewann er acht Japanische Meistertitel (sechs über 200 m und zwei über 100 m). Nach dem Zweiten Weltkrieg arbeitete Hamuro als Sportjournalist für die japanische Zeitung Mainichi Shimbun. Im Jahr 1990 wurde er in die Ruhmeshalle des internationalen Schwimmsports aufgenommen. Hamuro war, bis zu seinem Tod im Jahr 2005, der letzte noch lebende Athlet, der vor dem Zweiten Weltkrieg eine Goldmedaille gewann. Er starb im Alter von 88 Jahren an einem Bauchaneurysma. Er wurde zum Ehrenbürger der Stadt Takaishi ernannt.